# TYSソング
TYSソングは、テレビ山口の社歌（ステーションソング）である。作詞：電通、作曲：小林亜星
1990年代前半ごろまでは、ID画面にも流れることが多かった。
開局から1985年まで放送されたオープニング映像にも使われた他、2003年10月6日のクロージングからは、テレビで再び流れるようになった。